# (17159) 1999 KG15
A (17159) 1999 KG15 a Naprendszer kisbolygóövében található aszteroida. A LINEAR projekt keretében fedezték fel 1999. május 18-án.